# Nanni di Banco

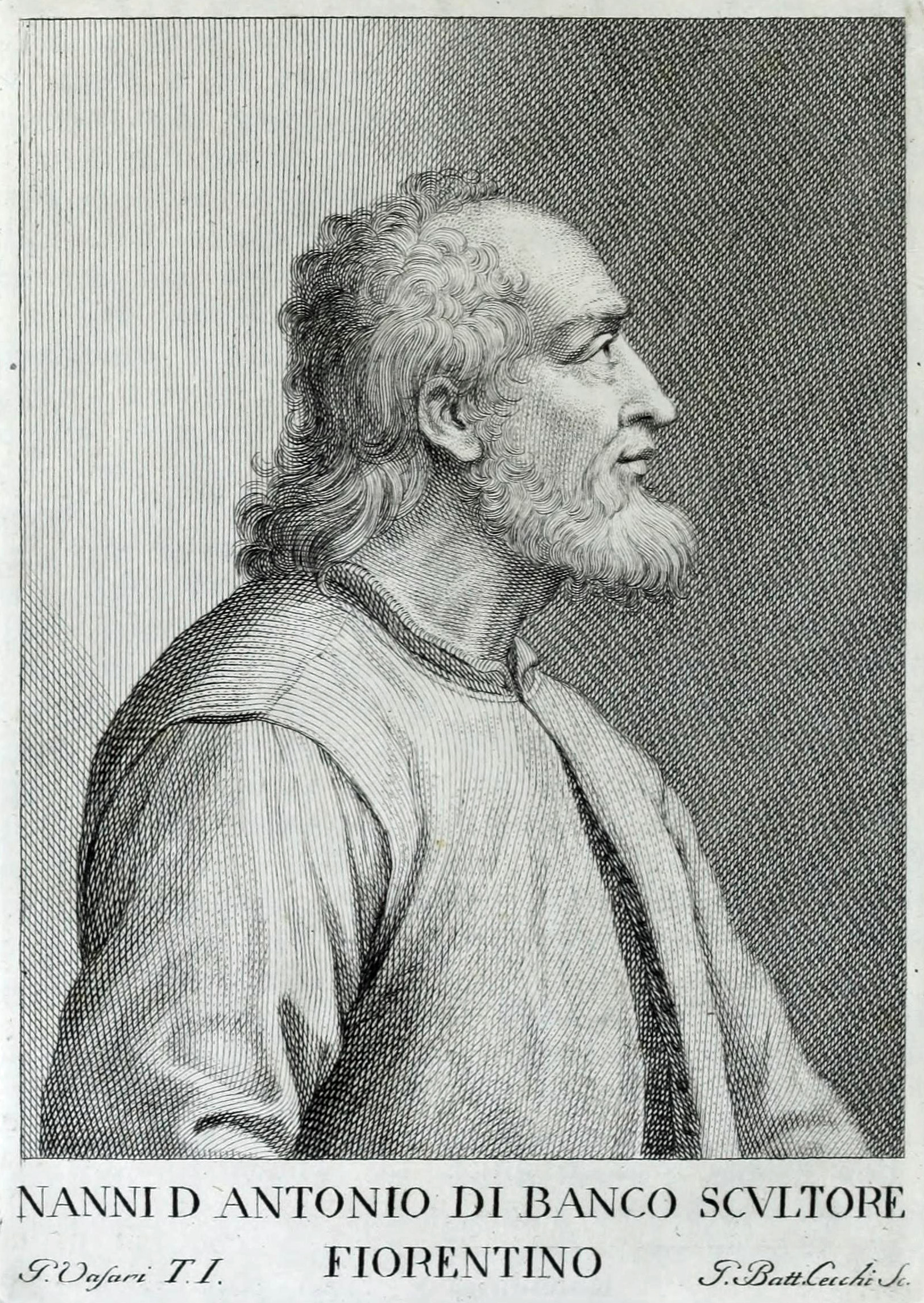
Nanni di Banco

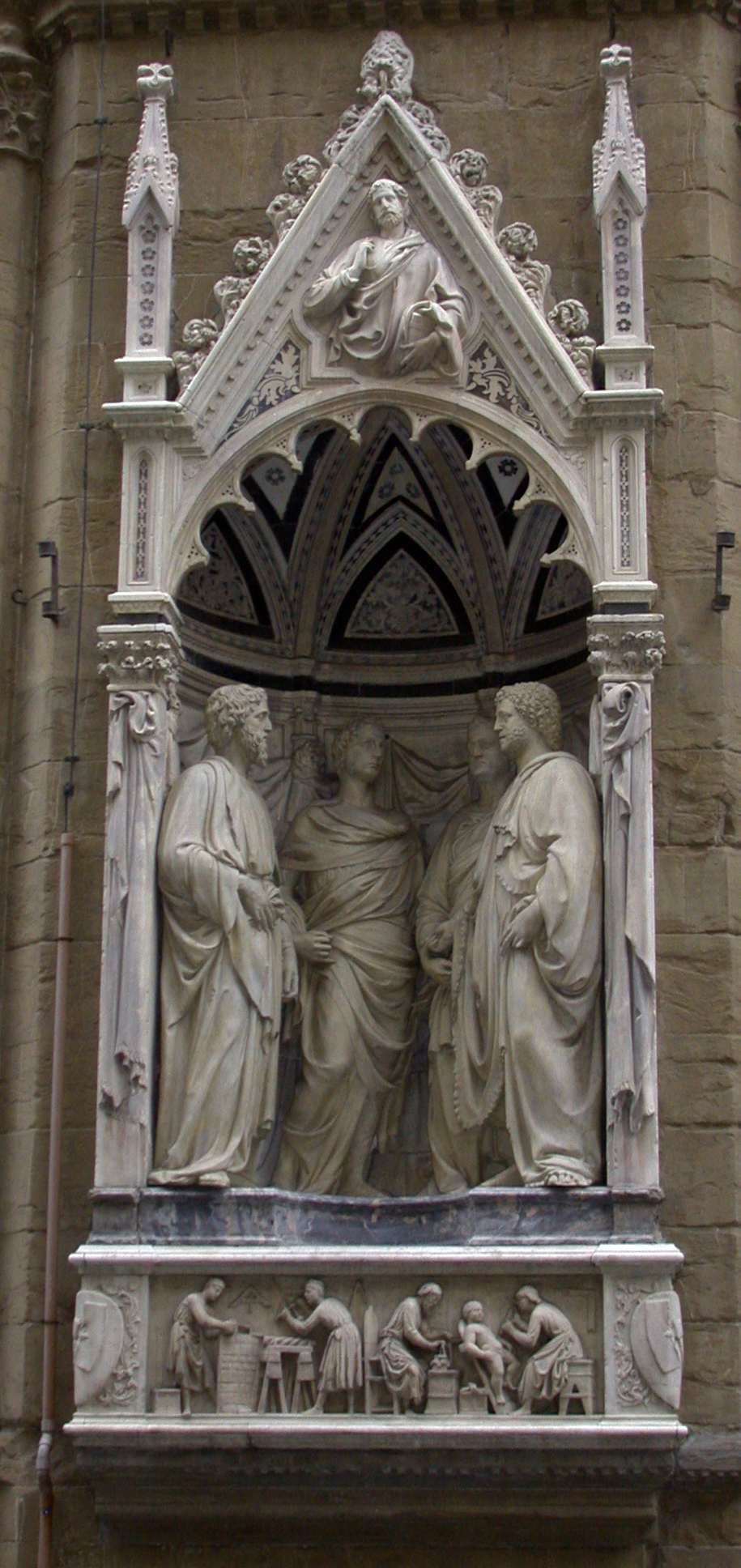
Quattro Santi Coronati, omkring 1408-15, Florens

Nanni d'Antonio di Banco, född omkring 1375, död 1421, var en italiensk skulptör, verksam i Florens.
Nanni di Banco utbildades i hos Niccolò di Piero Lamberti och arbetade delvis tillsammans med sin far Antonio, men uppvisar en mera utbräglad stil i renässansens anda än dessa och brukar ses som en av Donatellos främsta föregångare. Liksom alla de tidigare nämnda arbetade på skulpturer för Santa Maria del Fiore-katedralen i Florens. Nanni di Bancos kolossalstaty av evangelisten Lucas präglas av den äldre konsten, men några av Nannis arbeten för nischerna i gilleshuset Or San Michele ser man ungrenässansens tränga fram. I viss mån visar sig Nanni vara influerad av Donatelo, men han vägledande studium har främst varit antiken. Över domens andra nordportal Porta della Mandorla där han tillsammans med fadern utfört en kransgesims med bladverk och en fris med änglafigurer, uppsattes Nannis mästerverk Madonna della Cintola.
Han hjälpte till att skapa modellen för kupolen till Santa Maria del Fiore-katedralen i Florens 1418, med Donatello under Filippo Brunelleschis ledarskap.